# 哈尔迪巴里
哈尔迪巴里（Haldibari），是印度西孟加拉邦Koch Bihar县的一个城镇。总人口13170（2001年）。

## 人口
该地2001年总人口13170人，其中男性6724人，女性6446人；0—6岁人口1620人，其中男874人，女746人；识字率66.96%，其中男性为71.85%，女性为61.87%。